# Litschau
Litschau è un comune austriaco di 2 296 abitanti nel distretto di Gmünd, in Bassa Austria; ha lo status di città (Stadtgemeinde).